# ۴۷۴ (خورشیدی)
۴۷۴ چهارصد و هفتاد و چهارمین سال هجری خورشیدی است.